# Formigueret unicolor
El formigueret unicolor (Myrmotherula unicolor) és una espècie d'ocell de la família dels tamnofílids (Thamnophilidae).

## Hàbitat i distribució
Habita els boscos de les terres baixes del sud-est del Brasil des d'Espírito Santo cap al sud fins al nord-est de Rio Grande do Sul.